# Май (район)
Май — один з районів (лаос. ເມືອງ муанг) провінції Пхонгсалі, Лаос.